# Giovanni Scavo
Giovanni Scavo (Ascoli Piceno, 9 maggio 1936 – Palermo, 9 aprile 1959) è stato un mezzofondista italiano.

## Record nazionali
Promesse
880 iarde - 1'53"2 ( Bologna, 8 settembre 1955)
Juniores
800 m piani - 1'52"5 (1955)

## Palmarès
| Anno | Manifestazione | Sede      | Evento            | Risultato | Prestazione | Note                          |
| ---- | -------------- | --------- | ----------------- | --------- | ----------- | ----------------------------- |
| 1958 | Europei        | Stoccarda | Staffetta 4x400 m | 4º        | 3'11"1      | Miglior prestazione personale |

## Campionati nazionali
1955
- Argento ai campionati italiani assoluti, 1500 m piani - 3'57"4
- Oro ai campionati italiani assoluti, 800 m piani - 1'53"0

1957
- Oro ai campionati italiani assoluti, 800 m piani - 1'51"1
- Oro ai campionati italiani assoluti, staffetta 4x400 m - 3'18"9

1958
- Oro ai campionati italiani assoluti, staffetta 4x400 m - 3'17"0
- Bronzo ai campionati italiani assoluti, staffetta 4x100 m
- Oro ai campionati italiani universitari, 400 m piani - 47"9